# William Martin (naturaliste)
Pour les articles homonymes, voir William Martin (homonymie) et Martin.
William Martin, né à Mansfield (Notthinghamshire) en 1767 et mort le 31 mai 1810, est un naturaliste et paléontologue anglais qui défend l'utilisation scientifique des fossiles comme preuves dans l'étude de l'histoire naturelle. Il publie les premières images de fossiles en couleur et la première étude scientifique de fossiles écrite en anglais.

## Biographie
Martin est né à Mansfield en 1767. Son père travaillait dans la bonneterie, qu'il quitta pour une carrière d'acteur en Irlande sous le nom de scène de Joseph Booth. Également inventeur et portraitiste, il mourut à Londres en 1797. La mère de Martin, née Mallatratt, abandonnée, était aussi actrice.

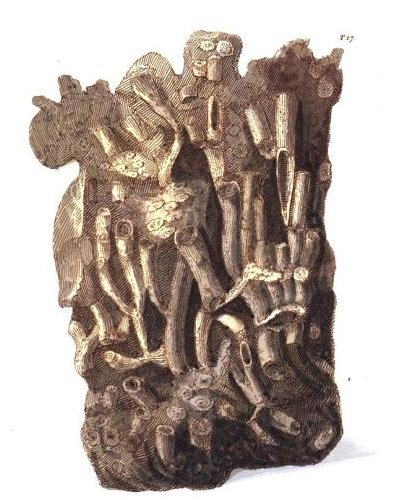
Erismolithus, une des planches en couleur de son ouvrage de 1809, Petrificata Derbiensia.

Encore enfant il monta sur scène, d'abord à cinq ans comme danseur, plus tard pour des récitations. Il apprit à dessiner auprès de James Bolton à Halifax. De 1782 à 1785 il resta avec une troupe de théâtre du Derbyshire, jusqu'à sa rencontre avec White Watson avec qui il collabora sur un travail consacré aux fossiles du Derbyshire. Ses travaux sur les fossiles et l'histoire naturelle conduisirent finalement à son élection comme membre de la Société linnéenne. Comme Watson, Martin fut influencé par l'œuvre de John Whitehurst, géologue du Derbyshire. Whitehurst avait publié en 1778 son Enquête sur l'état originel et la formation de la Terre qui contenait une importante annexe d'Observations générales sur les strates du Derbyshire. Cependant, c'est Abraham Mills qui réorienta Martin de la zoologie vers la paléontologie, quelque temps avant 1789. Martin publia des Figures et descriptions de pétrifications collectées dans le Derbyshire en 1793.
Il travaillait avec White Watson sur des publications communes mais leur partenariat ne fonctionnait pas bien, Watson se plaignant de ne pas être suffisamment crédité. Martin publia plus tard certains des travaux de Watson sur les fossiles sous son propre nom, sans le citer.

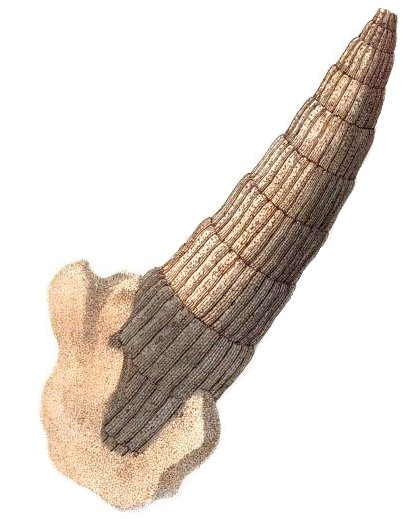
Rugosa, une autre des illustrations de Martin, les premières en couleur concernant les fossiles britanniques.

Martin eût six enfants de son « infortunée, mais intéressante épouse » qui, comme ses propres parents, avait travaillé sur scène avant son second mariage, avec Martin, en 1797. En 1798 naquit leur fils William Charles Linnaeus Martin. Il reçut le nom de Linnaeus en raison de l'intérêt de son père pour la classification des êtres vivants. Il devait écrire plus tard de nombreux livres d'histoire naturelle, après être devenu le directeur scientifique de la Société zoologique de Londres.
Martin était employé comme professeur d'écriture, d'abord à Burton-on-Trent en 1798, puis à Buxton. Finalement, en 1805, il déménagea pour Macclesfield, où il enseigna à la Macclesfield Grammar School. L'intérêt de Martin pour la nature ne fléchissait pas et il envoyait des éléments à James Sowerby qui les illustraient pour lui.
Martin fit un peu l'acteur en province jusqu'en 1809 et il possédait une participation du quart dans le théâtre de Buxton. En 1809 il publia Petrifacta Derbiensia, qu'il dédia à Joseph Banks. L'ouvrage contenait des illustrations, les premières en couleur, qui soutenaient la description que faisait Martin des fossiles et des calcaires carbonifères qu'il avait étudiés dans le Derbyshire. L'identification restait incertaine. Ainsi le corail Rugosa était-il vu possiblement comme un type encore non découvert de bambou.

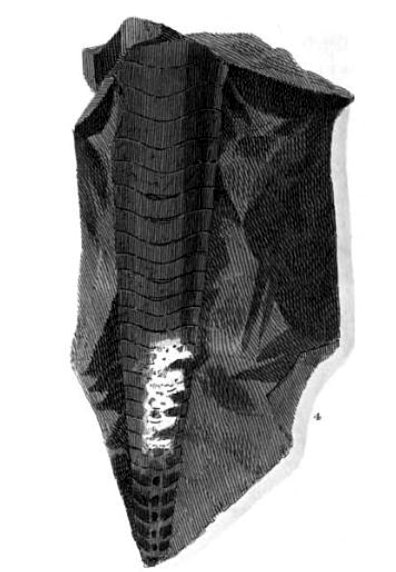
Illustration par Martin d'un fossile que d'autres avaient décrit comme une queue de crocodile.

Petrifacta Derbiensia recense un autre fossile que Martin considérait comme une sorte de nautile déroulé. Il rapporte que l'oncle de White Watson et les ouvriers de la carrière de marbre noir d'Ashford appelaient certains des fossiles des « queues de crocodile ». Lui-même pensait qu'aucun des fossiles répertoriés n'était les restes d'un crocodile.
Martin publia aussi, en 1809, une Esquisse d'une tentative d'établir une connaissance des fossiles inconnus sur des principes scientifiques. Auteur de la première étude scientifique de fossiles et de paléontologie en anglais,, il rencontra John Farey pour discuter de la création avec lui d'une carte géologique du Derbyshire. Cependant la tuberculose de Martin empêcha la poursuite du projet et il mourut à Macclesfield à la fin de mai 1810. Ses obsèques furent célébrées dans la Christ Church de Macclesfield et une collecte fut nécessaire pour prendre soin de ses enfants et de sa mère.

## Postérité
Le travail de Martin sur les brachiopodes fut reconnu en 1844 par le baptême en son honneur du genre Martinia. Sept années plus tard, on se souvint à nouveau de lui en baptisant Lithostrotion martini le corail fossile du Derbyshire.